# 瑞蒙宣教会
瑞蒙宣教会（Svenska Mongol missionen，Swedish Mongol Mission，SM）通称霞朗乌苏库伦会（Halong Osso and Urga Mission）是瑞典信义宗在蒙古的传教差会，总部斯德哥尔摩。1898年来华传教。
1899年10月，瑞蒙宣教会教士Emil Wahlstedt 和Helleberg夫妇抵达蒙古，驻霞朗乌苏（大马群哈拉乌素）。1900年义和团事变期间，9月17日，Wahlstedt在逃亡途中被杀，Helleberg夫妇和女儿在大佘太被杀。
1919年，瑞蒙宣教会有西教士6人，驻2个总堂：霞朗乌苏（1899年）、库伦（1918年）。